# Coyacris
Coyacris is een geslacht van rechtvleugeligen uit de familie veldsprinkhanen (Acrididae). De wetenschappelijke naam van dit geslacht is voor het eerst geldig gepubliceerd in 1991 door Ronderos.

## Soorten
Het geslacht Coyacris omvat de volgende soorten:
- Coyacris brevipennis Ronderos, 1979
- Coyacris collis Ronderos, 1991
- Coyacris saltensis Ronderos, 1991